# Asparagus rogersii
Asparagus rogersii är en sparrisväxtart som beskrevs av Robert Elias Fries. Asparagus rogersii ingår i släktet sparrisar, och familjen sparrisväxter. Inga underarter finns listade i Catalogue of Life.